# Pavetta zeylanica
Pavetta zeylanica là một loài thực vật có hoa trong họ Thiến thảo. Loài này được (Hook.f.) Gamble mô tả khoa học đầu tiên năm 1921.